# Josh Bowman
Joshua Tobias "Josh" Bowman (sinh ngày 04 tháng 03 năm 1988) là một diễn viên điện ảnh và truyền hình người Anh. Anh thủ vai Daniel Grayson trong bộ phim Revenge của ABC.

## Tiểu sử
Josh được sinh ra ở Berkshire. Chị của anh là Scarlett Bowman, là một cựu ngôi sao Hollyoaks. Năm 2009, anh đã có một mối quan hệ ngắn ngủi với nữ ca sĩ Amy Winehouse và anh là một người bạn của cầu thủ bóng bầu dục Danny Cipriani. Bowman có bố là người Do Thái, anh cũng cảm thấy mình có tính cách Do Thái. Cha của Josh là người Do Thái. Tổ tiên khác của anh là người Anh, Ireland, và xa hơn là Ý.
Ở tuổi 18, Josh là một cầu thủ bóng bầu dục ngắn hạn chuyên nghiệp cho Saracens FC, trước khi anh bị hai vai lệch mạng trong năm đầu tiên của mình và bị yêu cầu rời khỏi câu lạc bộ.

## Sự nghiệp
Josh xuất hiện lần đầu trong vai trò diễn viên năm 2007 thủ vai Dimitri trong loạt phim truyền hình Genie in the house. Sau đó, anh đã dành hai năm trong loạt phim truyền hình của Anh Holby City và cũng đã xuất hiện trong những bộ phim 13Hrs, Prowl, Exteriorsand Love's Kitchen. Năm 2011, anh tham gia các chương trình của ABC Family Make It or Break It, trong vai một huấn luyện viên tên là Max Spencer. Và cũng trong năm 2011, anh được bầu chọn là một trong những ngôi sao tương lai bởi Screen International. Josh thủ vai Daniel Grayson trong loạt phim truyền hình nổi tiếng của ABC, Revenge.

## Đời tư
Josh học phương pháp diễn xuất tại Học viện Strasberg Lee tại New York. Anh bắt đầu hẹn hò với bạn diễn Emily VanCamp (trong Revenge) từ năm 2011. Ngày 11/05/2017, cả hai đã đính hôn và tổ chức đám cưới vào ngày 15/12/2018 ở Bahamas.

## Phim
| Năm         | Tựa phim            | Vai diễn           |
| ----------- | ------------------- | ------------------ |
| 2007        | Genie in the House  | Dimitri/Royal Hunk |
| 2009        | Myths               | Zeus               |
| 2009        | Betwixt             | Luke               |
| 2009 - 2010 | Holby City          | Scott James        |
| 2010        | 13Hrs or Night Wolf | Doug Walker        |
| 2011        | Exteriors           | Adam               |
| 2011        | Love's Kitchen      | Roberto Alesandro  |
| 2011        | Make It or Break It | Max                |
| 2011 - 2014 | Revenge             | Daniel Grayson     |
| 2012        | So Undercover       | Nicholas           |
| 2013        | The Last Keepers    | Taylor             |